# Dragologia. Il libro completo dei draghi
Dragologia. Il libro completo dei draghi (Dragonology: The Complete Book of Dragons) è un libro fantasy/bestiario sui draghi del 2003 scritto da Dugald Steer sotto lo pseudonimo "Ernest Drake", esperto dragologo del XIX secolo. Ne sono state vendute oltre 6 milioni di copie in tutto il mondo. Il libro contiene illustrazioni di Helen Ward, Wayne Anderson, Nghiem Ta, Chris Forsey, A. J. Wood e Douglas Carrel.

## Capitoli
(Prefazione)
- Capitolo I: Introduzione
- Capitolo II: Draghi occidentali - Draghi orientali - Altri Draghi
- Capitolo III: Biologia e fisiologia - Il ciclo vitale - Il comportamento
- Capitolo IV: Sulle tracce di un drago - Socializzare con un drago
- Appendice I: In laboratorio
- Appendice II: Incantesimi
- Appendice III: Dragologi famosi
- Postfazione: Consigli ai nuovi dragologi

(Gildas Magnus, Ars Draconis, 1465 (quarta di copertina))

## Specie di Draghi
- Drago Europeo (Draco occidentalis magnus)
- Drago dei Ghiacci (Draco occidentalis maritimus)
- Knucker (Draco troglodytes)
- Lung Asiatico (Draco orientalis magnus)
- Drago Tibetano (Draco montana)
- Lindworm (Draco serpentalis)
- Dragone (Draco africanus)
- Drago Marsupiale (Draco marsupialis)
- Amphithere Americana (Draco americanus tex)
- Amphithere Messicana (Draco americanus mex)
- Draco americanus incognito

## Edizioni italiane
- Ernest Drake, Dragologia. Il libro completo dei draghi, traduzione di Giordano Aterini, Milano, Fabbri Editori, 2004, ISBN 978-88-451-0663-7.
- Ernest Drake, Dragologia. Il libro completo dei draghi, traduzione di Giordano Aterini, Segrate, Rizzoli, 2014, ISBN 978-88-17-07510-7.

## Spin-off

### Videogioco
- Dragologia (Dragonology) (2009)[2]

### Romanzi
- L'occhio del drago (The Dragon's Eye, 2006)
- Il diario dei draghi (The Dragon Diary, 2008)
- The Dragon's Apprentice (2011)
- The Dragon's Prophecy (2012)

### Altro
- Dragologia applicata. Quaderno di esercizi (The Dragonology Handbook: A Practical Course in Dragons, 2005)
- Costruisci il tuo drago (Build the Dragon, 2019)